# Крокодили
Крокодилите (Crocodilia) са разред едри влечуги, появили се към края на триас, но разцветът им е през юра и креда. Те са най-близко свързаната с птиците съществуваща и днес група животни.
Разред Крокодили включва три семейства:
- Семейство Крокодилови (Crocodilidae) включва 14 вида, разпространени в тропическите зони на Азия, Африка, Америка, Австралия и островите на Индийския и Тихия океан. Най-известни представители на семейството са нилският крокодил (Crocodilus niloticus), разпространен в Африка, и гребенестият крокодил (C. porosus), характерен за Югоизточна Австралия и съседните острови.
- Семейство Алигаторови (Alligatoridae) обхваща 8 вида алигатори и каймани. В р. Яндзъ се среща китайският алигатор (Alligator sinensis), а в САЩ — американският алигатор (A. mississippiensis). Другите представители от род Каймани (Caiman) се срещат в Централна и Южна Америка.
- Семейство Гавиалови (Gavialidae) са представени от само един вид гавиал (Gavialus gangeticus), който се среща на полуостров Индостан и Бирма.

## Описание
Крокодилите се смятат за най-високо организираните съвременни влечуги. Имат удължено и сплеснато отгоре тяло. Главата им е плоска, с удължена напред муцуна и къса шия.
Предните им крайници завършват с по пет пръста, а задните с по четири, снабдени с плавателна ципа. Поясната област постига пълно развитие (2-4 прешлена), като предните пояси са без ключици.
Долната челюст се съединява с черепа чрез неподвижна квадратна кост. От задния край на небцето се спуска мускулеста гънка — небна завеса, която разделя устната кухина и глътката. Когато главата е под водата, ноздрите и ушите се затварят с клапи.
Крокодилите имат четирикамерни сърца.

## Размери
Съществуват огромни разлики в големината на различните видове крокодили. Най-малките представители на разреда са карликовият крокодил и китайският алигатор, чиято дължина рядко надхвърля 1 метър. Но разредът има и гиганти, които достигат до над 7 метра дължина и тежат повече от 1 тон. Четири вида крокодили се смятат за най-големите на планетата: смятаният за най-голям в света соленоводен крокодил и гавиалът от Югоизточна Азия, нилският крокодил от Африка и черният кайман от Южна Америка. Тези 4 вида гигантски крокодили са не само най-едрите представители на своя разред, но и най-едрите влечуги на планетата. Дължината при тези 4 гиганти е приблизително еднаква, като най-големите им представители са дълги над 7 метра. От тези видове са улавяни рекордни по размери индивиди, като първенци в това отношение са соленоводен крокодил от индонезийския остров Суматра, дълъг 8,6 метра и тежащ 1352 кг; друг, дълъг 6,4 метра и тежащ 1975 кг, хванат във Филипините; черен кайман от Бразилия, дълъг 7,7 метра и с тегло 1310 кг; два приблизително еднакви по размер 7,5-метрови, тежащи около 1300 кг. нилски крокодила, единият от Руанда, другият от района Итури в ДР Конго.

## Разпространение, прехрана, размножаване
Крокодилите обитават топлите части на света. Ареалът им е близо до водата; обичат да се припичат на слънце.
Размножават се с яйца, които женските снасят в дупки в земята или в купчини листа. Когато малките са готови да се излюпят, те започват да издават звуци и така сигнализират майка си да ги открие.
Крокодилите са хищници, хранят се с бозайници, птици, риба, но сред тях се наблюдава и канибализъм (малките крокодили могат да станат жертва на по-големите). Ловуват, като захапват странично жертвата си и я завличат на дъното на водоема. Малките се хранят с дребна риба, насекоми и дребни животни. Големите крокодили са способни да уловят дори едри копитни бозайници. Крокодилите са единствените влечуги, които ловуват с примамка, съобразена със сезонното поведение на друг вид. Някои видове (индийски крокодил, американски алигатор) са наблюдавани да се прикриват с пръчки, каквито птиците използват за строене на гнезда през размножителния си период. Интересен факт за крокодилите е, че полът им се определя, докато са в яйцата, в зависимост от температурата. Ако е между 33 и 36 градуса, ще са мъжки, а ако е под 33 градуса, ще са женски.